# Recopa Árabe 2000
La Recopa Árabe 2000 fue la undécima edición de este torneo de fútbol a nivel de clubes del Mundo Árabe organizado por la UAFA y que contó con la participación de 10 equipos campeones de copa de sus respectivos países, procedentes de una fase de clasificación.
Al-Hilal FC de Arabia Saudita venció a Al-Nassr también de Arabia Saudita en la final jugada en Riad para ser campeón del torneo por primera vez.

## Eliminatoria

### Área del Golfo
Los partidos se jugaron en Dubái, Emiratos Árabes Unidos del 5 al 11 de septiembre. Los representantes de Omán y Baréin abandonaron el torneo.
| Club      | G | E | P | GF | GC | Pts |
| --------- | - | - | - | -- | -- | --- |
| Al-Wasl   | 1 | 1 | 0 | 4  | 3  | 4   |
| Al-Arabi  | 1 | 0 | 1 | 4  | 4  | 3   |
| Al-Rayyan | 0 | 1 | 1 | 2  | 3  | 1   |

| Equipo 1  | Resultado | Equipo 2  |
| --------- | --------- | --------- |
| Al-Wasl   | 1–1       | Al-Rayyan |
| Al-Rayyan | 1–2       | Al-Arabi  |
| Al-Arabi  | 2–3       | Al-Wasl   |

### Mar Rojo
Los partidos se jugaron en El Cairo, Egipto del 25 al 29 de agosto.
| Club          | G                  | E                  | P                  | GF                 | GC                 | Pts                |
| ------------- | ------------------ | ------------------ | ------------------ | ------------------ | ------------------ | ------------------ |
| Zamalek SC    | 2                  | 0                  | 0                  | 3                  | 1                  | 6                  |
| Al-Nassr      | 1                  | 0                  | 1                  | 2                  | 2                  | 3                  |
| Al-Merrikh    | 0                  | 0                  | 2                  | 2                  | 4                  | 0                  |
| Al-Wehda Aden | Abandonó el torneo | Abandonó el torneo | Abandonó el torneo | Abandonó el torneo | Abandonó el torneo | Abandonó el torneo |

| Equipo 1   | Resultado | Equipo 2   |
| ---------- | --------- | ---------- |
| Al-Nassr   | 2–1       | Al-Merrikh |
| Al-Merrikh | 1-2       | Zamalek SC |
| Zamalek SC | 1–0       | Al-Nassr   |

### África del Norte
SCC Mohammédia de Marruecos y USM Annaba de Argelia clasificaron luego de que el representante de Libia abandonara el torneo antes de iniciar la ronda clasificatoria.

### Oriente
Los partidos se jugaron en Amán, Jordania, del 5 al 9 de julio.
| Club               | G | E | P | GF | GC | Pts |
| ------------------ | - | - | - | -- | -- | --- |
| Al-Wehdat          | 2 | 0 | 0 | 6  | 1  | 6   |
| Jableh SC          | 1 | 0 | 1 | 7  | 2  | 3   |
| Shabab Khan Younes | 0 | 0 | 2 | 2  | 12 | 0   |

| Equipo 1           | Resultado | Equipo 2           |
| ------------------ | --------- | ------------------ |
| Al-Wehdat          | 5-1       | Shabab Khan Younes |
| Shabab Khan Younes | 1-7       | Jableh SC          |
| Jableh SC          | 0-1       | Al-Wehdat          |

## Fase de grupos

### Grupo A
| Club           | G | E | P | GF | GC | Pts |
| -------------- | - | - | - | -- | -- | --- |
| Al-Nassr       | 3 | 1 | 0 | 10 | 2  | 10  |
| SCC Mohammédia | 2 | 1 | 1 | 7  | 3  | 7   |
| Al-Wehdat      | 2 | 1 | 1 | 8  | 9  | 7   |
| Al-Ittihad     | 1 | 1 | 2 | 5  | 8  | 4   |
| Al-Rayyan      | 0 | 0 | 4 | 6  | 14 | 0   |

| Equipo 1        | Resultado | Equipo 2        |
| --------------- | --------- | --------------- |
| Al-Rayyan SC    | 1-5       | SCC Mohammédia  |
| Al-Nassr        | 3-0       | Al-Wehdat SC    |
| Al-Wehdat SC    | 1-0       | SCC Mohammédia  |
| Al-Ittihad Doha | 0-3       | Al-Nassr        |
| SCC Mohammédia  | 2-1       | Al-Ittihad Doha |
| Al-Rayyan SC    | 3-4       | Al-Wehdat SC    |
| Al-Ittihad Doha | 1-0       | Al-Rayyan SC    |
| SCC Mohammédia  | 0-0       | Al-Nassr        |
| Al-Wehdat SC    | 3-3       | Al-Ittihad Doha |
| Al-Nassr        | 4-2       | Al-Rayyan SC    |

### Grupo B
| Club       | G | E | P | GF | GC | Pts |
| ---------- | - | - | - | -- | -- | --- |
| Al-Hilal   | 3 | 1 | 0 | 11 | 4  | 10  |
| Al-Arabi   | 3 | 0 | 1 | 8  | 3  | 9   |
| USM Annaba | 2 | 0 | 2 | 7  | 7  | 6   |
| Al-Merrikh | 1 | 0 | 3 | 3  | 11 | 3   |
| Jableh SC  | 0 | 1 | 3 | 5  | 9  | 1   |

| Equipo 1        | Resultado | Equipo 2        |
| --------------- | --------- | --------------- |
| Al-Hilal FC     | 2-1       | Al Arabi Kuwait |
| USM Annaba      | 3-2       | Jableh SC       |
| Jableh SC       | 1-2       | Al Arabi Kuwait |
| Al-Hilal FC     | 5-0       | Al-Merrikh SC   |
| Al-Merrikh SC   | 2-0       | Jableh SC       |
| Al Arabi Kuwait | 2-0       | USM Annaba      |
| Jableh SC       | 2-2       | Al-Hilal FC     |
| Al-Merrikh SC   | 1-3       | USM Annaba      |
| Al Arabi Kuwait | 3-1       | Al-Merrikh SC   |
| USM Annaba      | 1-2       | Al-Hilal FC     |

## Fase final
|  | Semifinales           | Semifinales      |   |  | Final                 | Final |  |
|  |                       |                  |   |  |                       |       |  |
|  |                       |                  |   |  |                       |       |  |
|  | Riad, 19 de noviembre |                  |   |  |                       |       |  |
|  | Al-Nassr              | 2                |   |  |                       |       |  |
|  | Al-Arabi              | 0                |   |  |                       |       |  |
|  |                       |                  |   |  |                       |       |  |
|  |                       |                  |   |  | Riad, 22 de noviembre |       |  |
|  |                       |                  |   |  | Al-Nassr              | 1     |  |
|  |                       | Al-Hilal FC (TE) | 2 |  |                       |       |  |
|  |                       |                  |   |  |                       |       |  |
|  |                       |                  |   |  |                       |       |  |
|  |                       |                  |   |  | Tercer lugar          |       |  |
|  | Riad, 19 de noviembre |                  |   |  |                       |       |  |
|  | Al-Hilal FC (TE)      | 1                |   |  |                       |       |  |
|  | SCC Mohammédia        | 0                |   |  |                       |       |  |

## Campeón
| Recopa Árabe 2000         |
| ------------------------- |
| Bandera de Arabia Saudita |
| Al-Hilal FC 1.er título   |